# Shinee
Shinee (thường được viết cách điệu là SHINee, /ˈʃaɪniː/ shy-nee; 샤이니; Tiếng Nhật: シャイニー) là một nhóm nhạc nam R&B Hàn Quốc được thành lập bởi công ty SM Entertainment vào ngày 25 tháng 5 năm 2008. Tên gọi Shinee là từ kết hợp giữa tính từ "Shine" và đuôi danh từ "ee", có ý nghĩa là "Những người được ánh sáng chiếu rọi" với mong muốn nhận được sự yêu thích của các fan âm nhạc với nhiều quốc tịch và lứa tuổi khác nhau trên toàn thế giới. Nhóm đang hoạt động với 4 thành viên gồm Onew, Key, Minho và Taemin. Trước đó Jonghyun là thành viên thứ 5 của nhóm nhưng đã qua đời vào tháng 12 năm 2017 vì tự tử.
Nhóm chính thức ra mắt tại thị trường Nhật Bản vào ngày 22 tháng 6 năm 2011 bằng việc ra mắt đĩa đơn Replay (Kimi wa Boku no Everything) phiên bản Tiếng Nhật, và đã đạt danh hiệu "Nghệ sĩ lọt vào top 3 trong 3 lần liên tục phát hành đĩa kể từ khi ra mắt" trong danh sách các nghệ sĩ nước ngoài. Nhóm đã đạt được thành tích mà chưa có nghệ sĩ nào đạt được kể từ bảng xếp hạng đĩa đơn được thiếp lập 44 năm trước kể từ tháng 1 năm 1968, từ việc phát hành album Tiếng Nhật đầu tiên The First vào ngày 7 tháng 12 năm 2011.
Được biết đến là một thành viên kỳ cựu và là một trong những nhóm nhạc thành công nhất K-Pop, SHINee còn được biết đến là "Nhóm nhạc của những kỉ lục và giải thưởng". Ngoài ra nhóm còn gây ấn tượng với khán giả bởi phong cách thời trang, ngoại hình đẹp mắt và khả năng hát và nhảy đồng đều.

## Sự nghiệp

### 2008: Ra mắt vàThe SHINee World
Replay là single đầu tiên của nhóm được phát hành vào ngày 23/5/2008. Ngày 25/5/2008, single đầu tiên của nhóm đạt vị trí #10 trên các bảng xếp hạng ở Hàn và lên đến #8, bán được 17,957 bản trong nửa đầu năm 2008.
Vào 7/6/2008, SHINee tham gia Dream Concert ở Seoul Olympic Stadium cùng với các nhóm nhạc khác. Họ đã giành được giải "Ca sĩ mới của tháng" ở Cyworld Digital Music Awards vào 22/6/2008. Shinee cũng tham gia SMTown Live 08' vào 18/8/2008 ở Seoul Olympic Stadium. Ngày 23/8/2008, Shinee đã tham gia MNet 20's Choice Awards 2008, và giành lấy giải "Ngôi sao mới".
Để kỉ niệm 100 ngày debut, SHINee phát hành album "The Shinee World" ngày 28 tháng 8 năm 2008. Ngay lập tức album đứng vị trí #3 trên bảng xếp hạng với 30,000 bản được bán. Tên album sau này được Shinee đặt làm tên FC của mình - Shinee World (viết tắt là Shawol). Ngày 18/9/2008, Love Like Oxygen đã đứng #1 trên bảng xếp hạng M! Countdown. Sau đó, bài hát này giúp họ nhận giải "Mutizen" trên SBS's Popular Songs.

### 2009–2010: Nổi tiếng vàLucifer

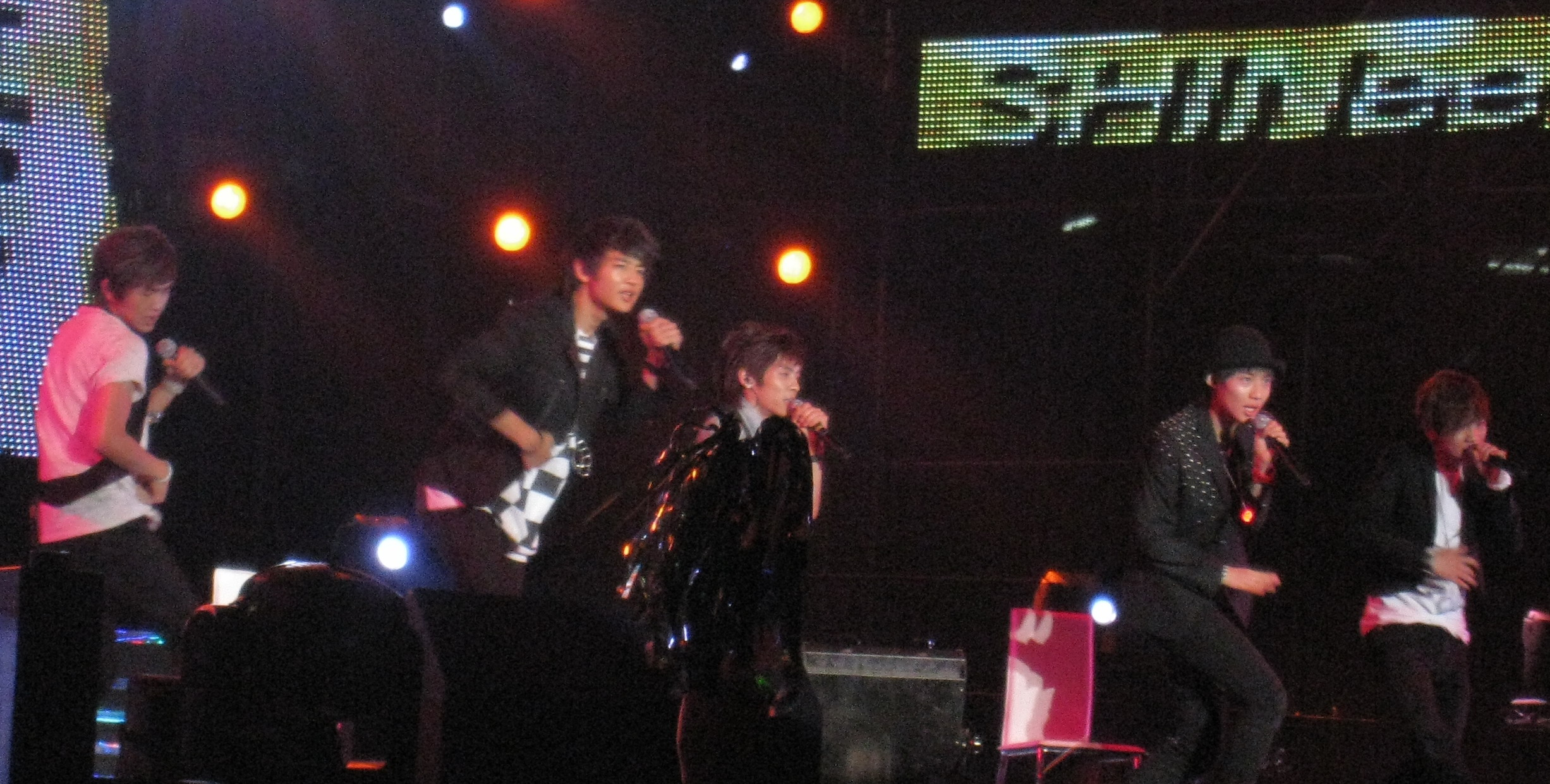
Shinee biểu diễn tại sân vận động Rajamangala, Bangkok vào tháng 2 năm 2009.

Ngày 21/5/2009, Shinee phát hành mini-album thứ 2 - "Romeo". Album gồm có 6 bài hát: Romeo+Juliette, Please Don't Go, Senorita, Hit Me, Juliette, Talk To You. "Romeo" rất được cư dân mạng chú ý bởi bài hát "Juliette" được chính thành viên Jonghyun viết lời. Cả album như một câu chuyện hoàn chỉnh về tình yêu giữa Romeo và Juliet.
Vào ngày 19/10/2009, năm tháng sau khi phát hành single "Romeo", Shinee phát hành mini-album thứ 3 - "2009, Year Of Us". SM Entertainment nói rằng sẽ giới thiệu giọng hát của nhóm và thể hiện phẩm chất độc đáo của Shinee, mở đầu là "Ring Ding Dong", được phát hành vào ngày 14/10. Ngày 16/10, Shinee đã trở lại trên chương trình âm nhạc của đài KBS - Music Bank. Trong đầu tháng 12/2009, Shinee nhận được giải "Popularity Award" cùng với đàn anh Super Junior ở "Golden Disk Awards" lần thứ 24.
SM Entertainment tiết lộ concept quảng bá cho album mới bắt đầu với Minho vào ngày 8/7/2010 và kết thúc vào ngày 12/7. Các ý tưởng cho video âm nhạc của Shinee được phát hành vào ngày 14/7 trên channel chính thức của SM Entertainment. Ban đầu, Shinee dự tính sẽ trở lại trên sân khấu KBS Music Bank vào ngày 16/7 để bắt đầu cho việc quảng bá cho album mới. Tuy nhiên, do Minho bị thương ở mắt cá chân trong chương trình "Let's Go Dream Team 2" quay vào ngày 8/7, nên sự trở lại này đã bị hoãn lại đến ngày 23/7. Album "Lucifer" được phát hành vào ngày 19/7 tại Hàn Quốc và MV trong album cùng tên cũng được phát hành cùng ngày. Trong thời gian phát hành, album đứng đầu doanh số bán ra và chiếm vị trí no.1 trên bảng xếp hạng uy tín của Hàn Quốc. Các bài hát trong album được cho là "có nhiều lựa chọn cẩn thận" và khán giả có một cơ hội tốt để trải nghiệm những thể loại âm nhạc đa dạng, những thay đổi và tiến bộ trong từng giọng hát của các thành viên. Phiên bản dance của "Lucifer" được phát hành trên channel chính thức của SM vào ngày 3/8/2010.
Sau hai tháng làm mưa làm gió với "Lucifer", SHINee tiếp tục phát hành album "Hello" – phiên bản repackaged của album "Lucifer" – vào ngày 4 tháng 10. Album có toàn bộ 13 bài hát trong "Lucifer" cùng ba bài hát mới "Hello", "One" và "Get It". Trong đó, "Hello" - một bản R&B kết hợp với nhịp đập đơn giản và âm thanh synth – là ca khúc chủ đề của album lần này. Ngược lại với "Lucifer", SHINee trở lại với hình tượng dễ thương, bài hát "Hello" là lời tỏ tình của chàng trai với người mình yêu.
Ngày 26 tháng 12, SHINee đã lần đầu tổ chức concert riêng mang tên "Shinee World" tại sân vận động Yoyogi tại Tokyo, Nhật Bản với khoảng 24000 người tham dự. Cũng chính tại sự kiện này, các thành viên đã thông báo chính thức với người hâm mộ về kế hoạch Nhật tiến của mình sau 2 năm debut tại Hàn Quốc.

### 2011–2012: Ra mắt tại Nhật Bản,The FirstvàSherlock

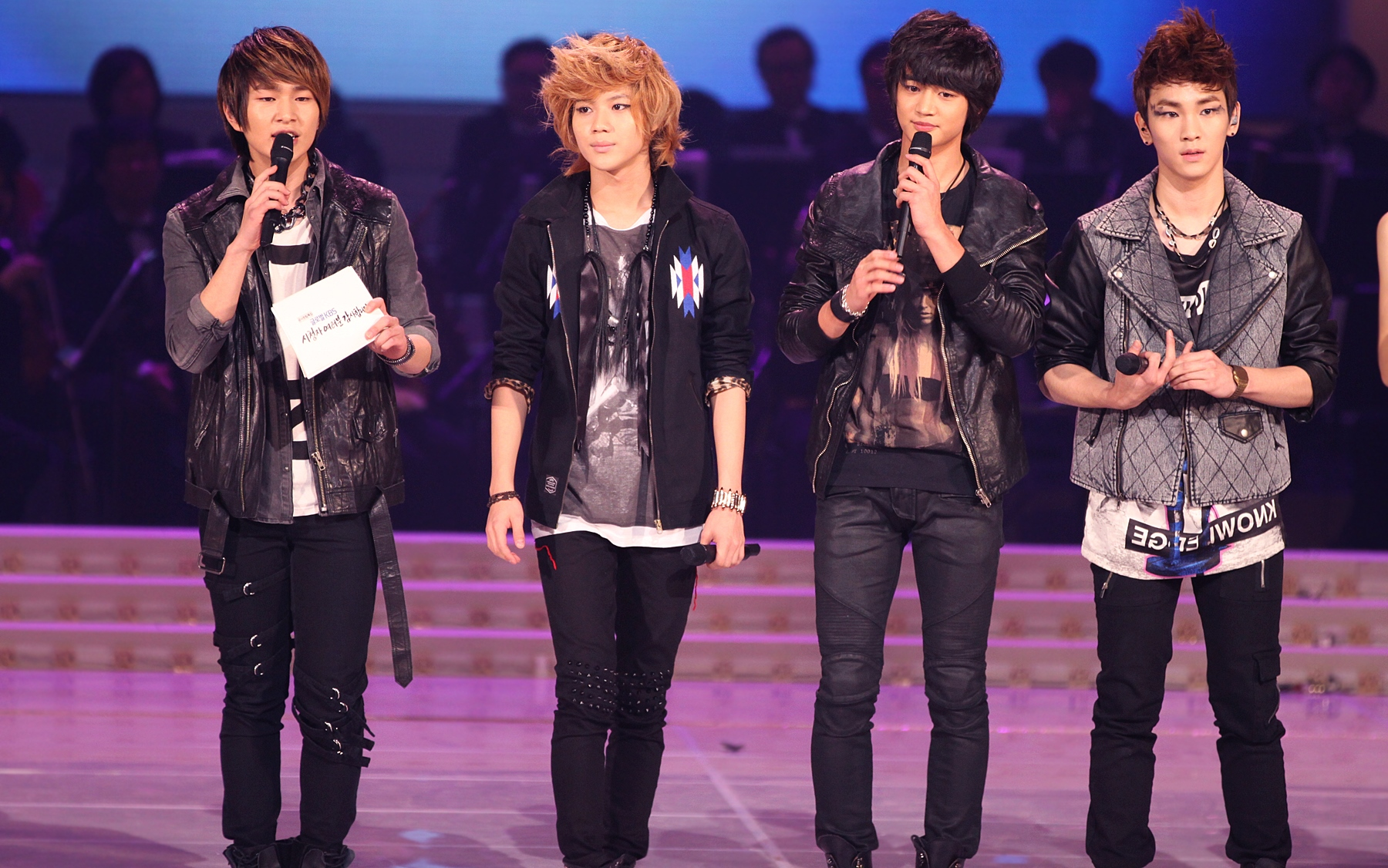
Onew, Taemin, Minho và Key tại KBS Music Festival vào năm 2011.

Tháng 6 tháng 2011, SHINee đã phát hành đĩa đơn đầu tay tại Nhật "Replay". Single tiếng Nhật ra mắt của nhóm - "Replay - You're my everything" được Hiệp hội Công nghiệp Ghi âm Nhật Bản (RIAJ) trao chứng nhận là ''Album Vàng'' với doanh số bán ra hơn 91.000 bản trong ngày đầu tiên (22/6) và đứng thứ hai tại bảng xếp hạng Oricon tuần. Số lượng bán ra tuần đầu tiên của  SHINee đã phá vỡ kỉ lục trước đó là' của "Bijin" (Super Junior) là 59.000 bản và xác lập kỉ lục mới cho hạng mục ''Debut single'' của nhóm nhạc Hàn Quốc. SHINee ghi tên mình trở thành nhóm nhạc nam Hàn Quốc đầu tiên làm được điều này.
Nhóm cũng tổ chức thành công buổi diễn Abbey Road Studio tại Anh. Nơi đây cũng chính là phòng thu của ban nhạc The Beatles. Shinee đã thành công liên tiếp với 3 đĩa đơn Replay, Juliette và Lucifer. Đây cũng là lần đầu tiên, một nghệ sĩ nước ngoài liên tiếp có 3 đĩa đơn lọt vào BXH Oricon của Nhật.
Single tiếng Nhật thứ hai của SHINee - "JULIETTE" chính thức ra mắt vào ngày 29/8. Đây là phiên bản tiếng Nhật của "Juliette", bài hát chủ đề nằm trong mini-album thứ hai phát hành vào tháng 5/2009 của nhóm. SHINee đã từng làm mưa làm gió các bảng xếp hạng âm nhạc với ca khúc này ở Hàn Quốc. Đi kèm với "JULIETTE" còn có ca khúc "Kiss Kiss Kiss" - bài hát tiếng Nhật đầu tiên của Shinee. Ngay trong ngày đầu tiên, "JULIETTE" đã bán được 25.595 bản, dành no.1 trên bảng xếp hạng Oricon tuần, vượt mặt nhóm nhạc nữ nổi tiếng của Nhật Bản - AKB48 và nhóm nhạc Nhật vừa debut hồi đầu tháng - Kis-My-Ft2.
Shinee phát hành single tiếng Nhật thứ ba của mình - "LUCIFER" vào ngày 12/10. "LUCIFER" đã nhanh chóng leo lên vị trí thứ 3 trên bảng xếp hạng Oricon tuần với 18.408 bản, chỉ sau nhóm nhạc rock huyền thoại Nhật Bản - L'Arc-en-Ciel. Với thành tích này,  SHINee đã trở thành nghệ sĩ nước ngoài đầu tiên trong vòng 44 năm lịch sử của Oricon có 3 single liên tiếp cùng lọt vào top ba bảng xếp hạng trên.
"THE FIRST" là album đầu tiên của  SHINee tại Nhật, được phát hành vào ngày 7/12/2011. Ngay ngày đầu tiên ra mắt, "THE FIRST" đã dành vị trí thứ 3 trên bảng xếp hạng Oricon tuần, vượt mặt cả đàn chị Kara (ban nhạc). "THE FIRST" còn được Hiệp hội Công nghiệp Ghi âm Nhật Bản (RIAJ) trao chứng nhận là ''Album Vàng'' khi doanh số tiêu thụ vượt mốc 100.000 bản.

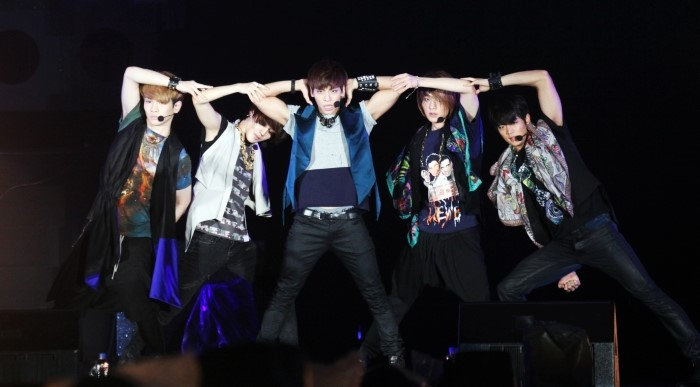
Shinee biểu diễn "Sherlock" tại Special Stage Expo 2012.

Sau một năm và sáu tháng với album làm lại "Hello" tại Hàn, các chàng trai quay trở lại với mini album "Sherlock" phát hành vào ngày 21/3. Bài hát mới đã giúp họ chiến thắng trên M!Countdown, 2 lần chiến thắng trên Music Bank và 3 lần giật giải trên Inkigayo. Không những thế, "Sherlock" cũng đồng thời tung hoành trên các BXH giúp Shinee đứng đầu BXH Gaon với con số 135.370 bản, "hạ cánh" ở vị trí thứ 5 trên World Albums Chart theo tuần của bảng xếp hạng Billboard từ ngày 31/3, vị trí thứ 10 trên Heatseekers Albums Chart và vị trí thứ 48 trên Independent Albums Chart.
"SHERLOCK" phiên bản tiếng Nhật của  SHINee được phát hành vào ngày 16/5. Đó là single tiếng Nhật thứ tư của họ, làm lại từ phiên bản tiếng Hàn.
Single gồm hai bài hát: "SHERLOCK" và "Keeping Love Again". Single sẽ có sẵn 3 phiên bản khác nhau: Limited Edition, Regular First Press Edition và Regular Edition. Limited Edition sẽ đi kèm với một đĩa DVD có chứa MV cho ca khúc chủ đề và các cảnh hậu trường trong video âm nhạc . Single cũng tặng kèm một tập sách ảnh 28 trang. Và ngay ngày đầu tiên lên kệ, "SHERLOCK" đã dành vị trí thứ 2 trên bảng xếp hạng Oricon với 28.045 bản.
Ngày 10 tháng 10 năm 2012, SHINee phát hành đĩa đơn thứ năm của họ tại Nhật Bản, "Dazzling Girl". Không giống như những single tiếng Nhật trước đó, ca khúc này là một bài hát gốc Nhật và được chọn làm bài hát chủ đề cho phim truyền hình Nhật Bản "Sukkiri". "Dazzling Girl" bán được 55.543 bản trong ngày đầu tiên, "Dazzling Girl" đạt vị trí thứ hai trên bảng xếp hạng Oricon. Đây là single tiếng Nhật của họ đạt được kết quả tuyệt vời vì doanh số bán hàng ngày đầu tiên tại Nhật. Vào ngày 12 tháng 11, theo Hội Ghi âm Nhật Bản, single "Dazzling Girl" đã nhận được Chứng chỉ Vàng nhờ vào lượng tiêu thụ lớn. Mặt khác, tháng 10 năm đó khá nhiều nghệ sĩ K-pop phát hành sản phẩm ở Nhật. Trong đó, SHINee tiêu thụ được nhiều đĩa nhất cho "Dazzling Girl" với 109.032 bản kể từ ngày lên kệ, giúp nhóm đứng ở vị trí thứ 4. Theo sau là KARA xếp thứ 8 và BEAST ở vị trí thứ 21.
Sau khi nắm giữ vị trí thứ hai trên bảng xếp hạng Oricon với "Dazzling Girl", "1000-nen, Zutto Soba ni Ite…" là single ballad gốc Nhật đầu tiên, cũng là single tiếng Nhật thứ hai mà SHINee tung ra thị trường. Trong ngày đầu tiên ra mắt, "1000-nen, Zutto Soba ni Ite…" đã dành vị trí thứ hai trên bảng xếp hạng Oricon với 22.954 bản. Ngoài ra, single còn đạt vị trí thứ 3 trên ORICON tuần và vị trí thứ 10 trên ORICON tháng.
Tour diễn bắt đầu từ 25 tháng 4 năm 2012 mang tên "SHINee World 2012" với tổng cộng 20 concert tại 7 thành phố lớn của Nhật Bản Fukuoka, Sapporo, Nagoya, Osaka, Kobe, Tokyo và Hiroshima. Tour diễn này đã thu hút 200.000 người hâm mộ đến tham dự.

### 2013–2014:Dream Girl,Why So Serious?,Boys Meet U,EverybodyvàI'm Your Boy
Với album thứ ba này, SHINee đã cho người hâm mộ thấy màu sắc âm nhạc khác biệt, đa dạng với 2 phần.
Ở phần 1, trang phục biểu diễn với tông màu sáng đã đem lại một hình ảnh tươi mới và rạng rỡ. Với 9 bài hát Spoiler; Dream Girl (ca khúc chủ đề); Hitchhiking; Punch Drunk Love; Girls, Girls, Girls; Aside; Beautiful; Dynamite; Runaway. Album chapter 1 đã nhận được phản ứng rất tích cực từ người nghe. Bài hát chủ đề "Dream Girl" giúp SHINee giành được 10 cúp tại các sân khấu khác nhau và phá vỡ kỉ lục với 4 lần liên tiếp giành được cup tại Show Champion.
Single "Fire" được phát hành vào ngày 13 tháng 3 năm2013 là phát hành cuối cùng của họ dưới EMI Music Japan. Ngày 4 tháng 4 năm 2013 EMI tiết lộ rằng "Fire" sẽ là bài hát kết thúc cho các kênh chương trình truyền hình TBS - "Matsuko no shiranai sekai" bắt đầu từ ngày 19 tháng 4 (thứ sáu) 0:45~ phát sóng 1 giờ tập đặc biệt
Phần 2 cũng gồm 9 bài hát với một hóa thân hoàn toàn khác so với chapter một trong ca khúc chủ đề. 5 chàng trai đã hóa thân thành những zoombie vô tình yêu con người. Chapter 2 có gam màu âm nhạc trầm và có phần ma mị bí ẩn hơn so với phần 1. Rất đáng tiếc, trong đợt quảng bá ca khúc, thành viên Jonghyun không thể tham gia được do tai nạn anh gặp phải vào ngày 1/4.
Album lần này đã giúp cho  SHINee giành được vị trí thứ nhất về số lượng album bán ra với hơn 380.000 bản, đồng thời cũng giúp củng cố màu sắc âm nhạc riêng biệt của 5 chàng trai.
Bốn ca khúc nằm trong album gồm "Sherlock", "Dazzling Girl", "1000-nen, Zutto Soba ni Ite..." và "Fire" đã được phát hành lại ở Nhật Bản. Một ca khúc khác - "Breaking News" được phát sóng trên Tokyo FM trong Radian Limited F của Yamada Hisashi. Phiên bản ngắn của MV cho bài hát cũng được phát hành vào ngày 21/6/2013 trên kênh Youtube chính thức của Universal Music Japan. Danh sách đầy đủ của các bài hát trong album và preview của họ dưới hình thức một liên khúc được phát hành vào ngày 23/6/2013. Đặc biệt ca khúc chủ đề lần này mang giai điệu tình nghịch vui tưởi tràn ngập không khí ngày hè. Lần này video âm nhạc được quay ngoài trời tai một bãi biển xanh.
Album được phát hành vào ngày 26 tháng 6 năm 2013, trên các trang web âm nhạc trực tuyến để tải về kỹ thuật số cũng như ba phiên bản khác nhau: một phiên bản thường gồm CD, một phiên bản CD + DVD và một phiên bản giới hạn, trong đó có một đĩa CD, DVD và một cuốn sách ảnh. Đây là chapter cuối cùng của album thứ 3. Chapter này gồm toàn những bài hát ở 2 chapter trước và thêm vào 2 bài "Better Off và "Selene 6.23". Hai ca khúc thêm vào đều là những bài hát có giai điệu ngọt ngào, là thế mạnh cho một nhóm nhạc có khả năng hát live tốt như Shinee. Đặc biệt lần này Jonghyun lại tiếp tục tham gia viết lời cho ca khúc "Selene 6.23".
Ngày 21 tháng 8 năm 2013, phiên bản đầy đủ của MV cho "Boys Meet U" được phát hành cùng ngày với single. Đặc biệt ca khúc chủ đề cùng tên mang giai điệu tình nghịch vui tươi tràn ngập không khí ngày hè, được quay ngoài trời tại một bãi biển xanh tỏa nắng vàng khiến cho Shawol vô cùng thích thú.
Vào ngày 13 và 14  SHINee đã tổ chức một loạt các buổi hòa nhạc bất ngờ để kỷ niệm việc phát hành của single tiếng Nhật sắp tới với 8,000 fan tham gia.
Ngoài ra, nhóm đã xuất hiện trong một chương trình đặc biệt trên kênh công cộng Ameba Studio. Chương trình được phát sóng vào ngày phát hành của đĩa đơn, 21/8 lúc 20:30-21:00 JST.
"Green Rain" cùng phiên bản instrumental đã được phát hành như một đĩa đơn kỹ thuật số vào ngày 28/6/2013 dưới hãng thu âm của SM Entertainment và KT Music. "Green Rain" là nhạc phim thứ hai cho bộ phim truyền hình của đài MBC của "The Queen's Classroom", bắt đầu bằng "The 2nd Drawer" từ đồng nghiệp cùng công ty Sunny. "Green Rain" cũng được sử dụng làm ca khúc chính kết thúc cho bộ phim này với tiết tấu nhẹ nhàng và lời ca tươi mới.

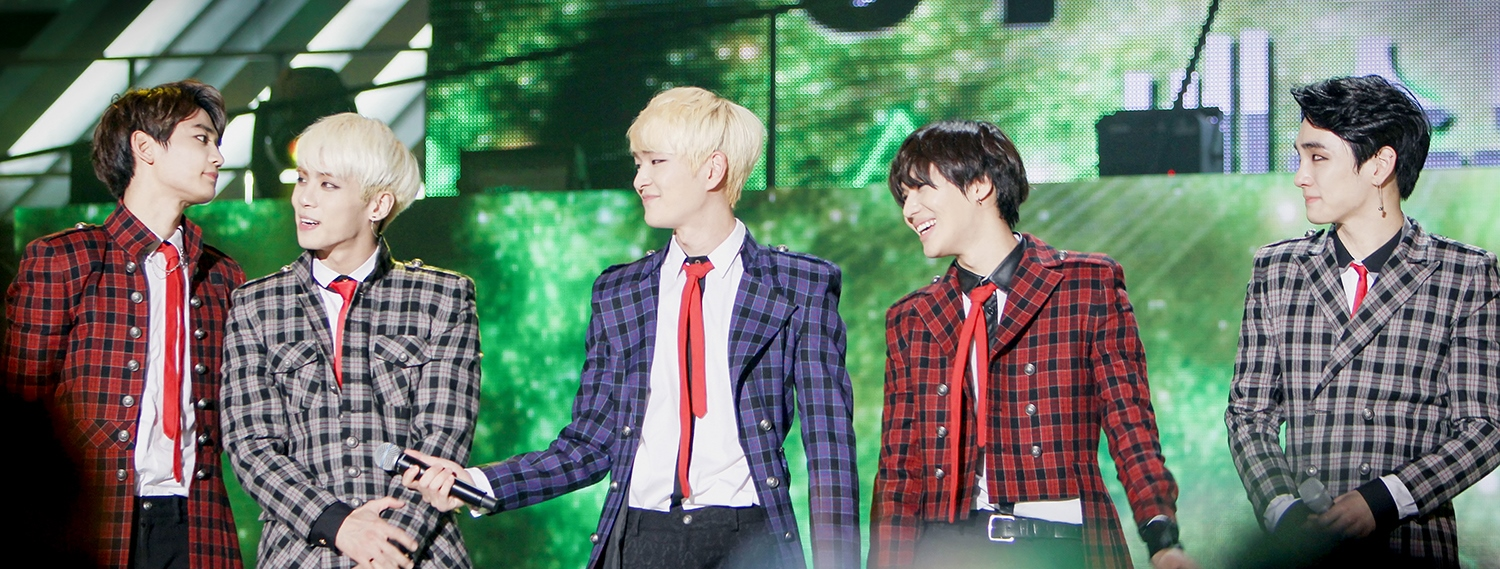
Shinee tại lễ trao giải Melon Music Awards năm 2013.

Được phát hành vào ngày 14/10, album có ca khúc chủ đề cùng tên là "Everybody". Bài hát thuộc dòng nhạc complextro-dubstep mang giai điệu mạnh mẽ và lần này các chàng trai đã xuất hiện với tạo hình quân đội độc đáo. Trước đó nhóm đã có một sân khấu comeback M!Countdown đầy ấn tượng vào ngày 10 tháng 10 năm 2013 khiến cho các Shawol vô cùng phấn khích và sự kỳ vọng cho album lần này càng lên cao hơn. Mini album gồm 7 bài hát: Everybody, Symptoms, Close The Door, Colorful, Queen Of New York, One Minute Back và Destination. Đặc biệt, lời ca khúc Symptoms được chính thành viên Jonghyun viết lời.
Ngoài ra, ngày 20 tháng 12, Shinee bất ngờ tiết lộ MV cho "Colorful" để cảm ơn người hâm mộ đã ủng hộ họ một thời gian dài. MV bao gồm các video clip hoạt động quảng bá của các thành viên năm 2013.
Vào 10 tháng 10 năm 2013, EMI Records Japan công bố đĩa đơn thứ chín của  SHINee. Ngày 05/10, bài hát mới "3 2 1" đã bắt đầu phát như bài hát chủ đề cho truyền hình Tokyo New Drama - "Tokyo Toy Box". Phiên bản ngắn của video âm nhạc được phát hành vào ngày 11 tháng 9 năm 2013 trước đó. Theo chính trang web xếp hạng âm nhạc Nhật Bản - Oricon Daily Chart, Shinee đã tiêu thụ 42.216 bản cho single mới của họ "3 2 1" trong ngày đầu tiên và hạ cánh ở vị trí thứ ba của bảng xếp hạng.
Tiếp nối thành công của kì concert trước, trong 1 năm đầy bận rộn này, Shinee đã thực hiện tour diễn thứ 2 tại Nhật Bản
Ngày 29 tháng 1 năm 2014, đại diện của SME đã công bố Shinee sẽ tổ chức concert tại Hàn Quốc để mở màn cho World Tour đầu tiên mang tên Shinee World III, sau đó sẽ là các quốc gia Nam Mỹ.
Ngày 24 tháng 2,  SHINee vinh dự trở thành đại sứ cho quận Gangnam - một trong những quận đắt đỏ bậc nhất ở thành phố Seoul, Hàn Quốc.
Ngày 2 tháng 4,  SHINee phát hành live concert album của concert thứ hai trong sự nghiệp. Album gồm 2 đĩa với 29 màn trình diễn.
Tour diễn thứ 3 tại Nhật Bản đã thu hút hơn 250.000 khán giả và tại concert cuối cùng của tour diễn Shinee đã thông báo về hai concert tại Tokyo Dome - thánh đại âm nhạc của Nhật Bản diễn ra vào ngày 14 và 15 tháng 3 năm 2015
Ngày 25 tháng 6,  SHINee phát hành single Lucky Star dưới sự trợ giúp của EMI record và sự quản lý của Universal Music Japan
SHINee còn phát hành album tiếng nhật thứ 3 " I'M YOUR BOY" với bài hát chủ đề là Downtown Baby.

### 2015–2016:Odd,DxDxDvà1 of 1
11 tháng 3 năm 2015, SHINee phát hành single tiếng nhật thứ 11 mang tên Your Number với concept quý ông lịch lãm.
14, 15 tháng 3 năm 2015:  SHINee ghi tên mình vào danh sách các nghệ sĩ Hàn Quốc biểu diễn tại Tokyo Dome và cũng là nhóm nhạc thứ tư của SM Entertaiment tổ chức concert tại đây sau các tiền bố DBSK, Super Junior, SNSD. Hai đêm diễn đã thu hút gần 110.000 khán giả.
Ngày 15,16 và 17 tháng 5:  SHINee hoàn thành 3 đêm diễn tại quê nhà với tên gọi Shinee WORLD concert IV
18 tháng 5 năm 2015,  SHINee đã phát hành full album thứ 4 mang tên "Odd" sau 1 năm 7 tháng không ra sản phẩm. Album được chia làm 2 vers A và B. Bài hát chủ đề "View" với phần lời do chính thành viên Jonghyun viết. Để được chọn, Jonghyun đã phải cạnh tranh với gần 30 cây bút khác trong công ty.
24 tháng 5 năm 2015,  SHINee đã tổ chức party kỉ niệm 7 năm ra mắt tại SM coex cùng với các fans hâm mộ của mình.
3 tháng 8 năm 2015,  SHINee phát hành video âm nhạc "Married To The Music" theo phong cách rùng rợn, và dành chiến thắng trên Show Champion, Music Bank và Music Core.

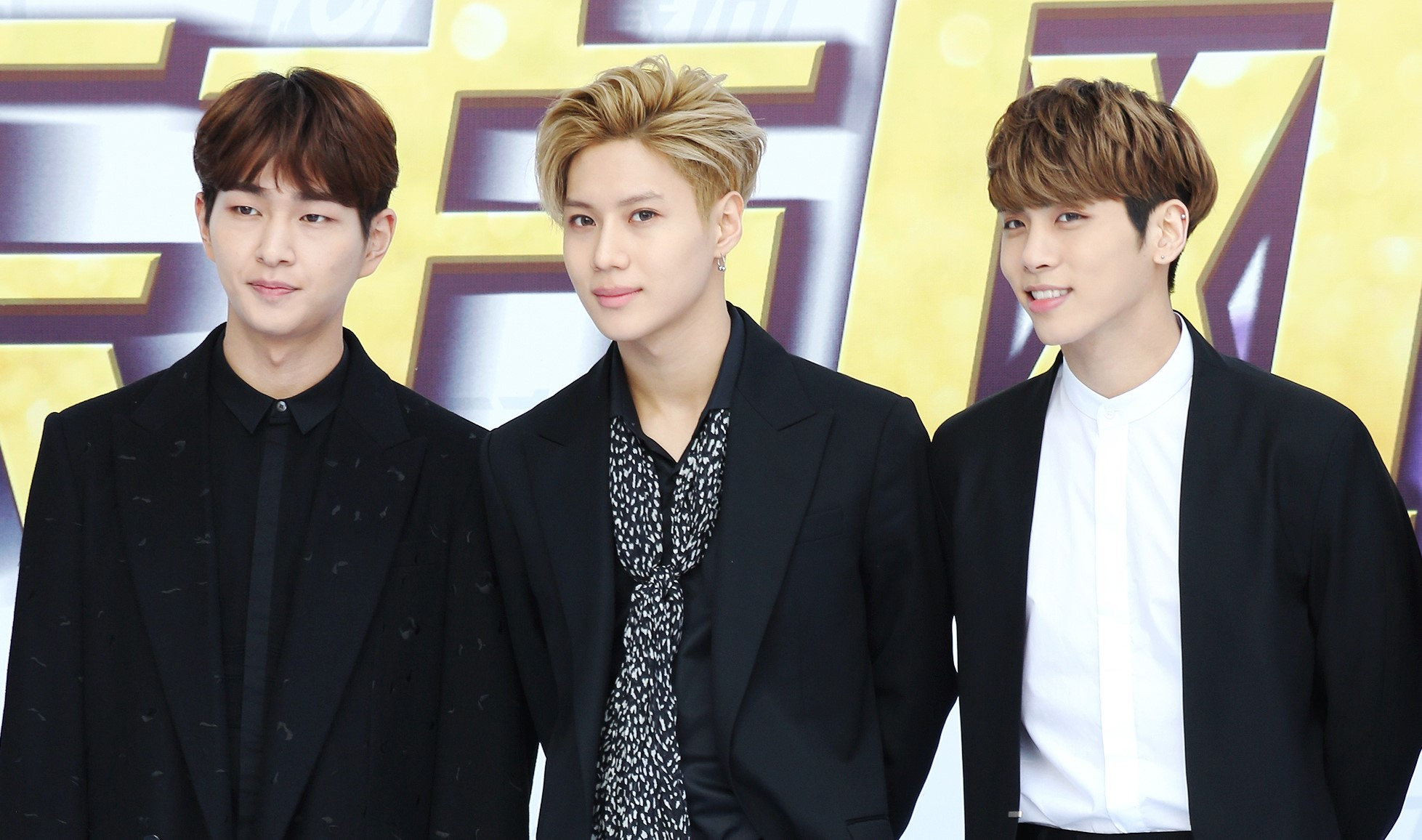
Onew, Taemin và Jonghyun tại lễ trao giải DongFang Music Awards lần thứ 34, tổ chức tại Thượng Hải.

SHINee đã tổ chức tour vòng quanh Nhật Bản thứ 4 vào nửa đầu năm 2016: Shinee World 2016 `~DxDxDx~. Tour diễn xuyên qua nhiều thành phố của Nhật Bản, và nhóm tổ chức thành công lần bước chân thứ hai liên tiếp vào Tokyo Dome, cũng như bước chân vào Kyocera Dome. Điều này phần nào cho thấy, mức độ vững mạnh và phổ biến của  SHINee tại Nhật Bản.
Tour diễn này đóng góp phần lớn vào doanh thu của nhóm đồng thời đưa  SHINee trở thành nhóm có doanh thu cao nhất SM trong nửa đầu năm 2016.
Tháng 9 cùng năm, nhóm cũng đã tổ chức Tour Châu Á "SHINee World concert V" thành công.
Ngày 05 Tháng 10 2016  SHINee phát hành album thứ năm của mình mang tên "1 of 1" với ca khúc chủ đề cùng tên. Album quay một twist hyper-hiện đại hóa vào thể loại retro, và trải dài từ giai đoạn 1980-1990.
Ngày 14 tháng 11 năm 2016, SHINee đã phát hành Repackage Album "1 and 1" trên các trang nhạc số. Một ngày sau đó, ngày 15 tháng 11, video âm nhạc cho ca khúc chủ đề "Tell me what to do" được chính thức phát hành.
"Tell me what to do" là một bài hát theo thể loại R&B kết hợp EDM. Bài hát này một lần nữa cho thấy phong cách âm nhạc đa dạng và độc đáo của Shinee.
Cũng trong năm này, nhóm đã lần đầu tiên phát hành singles ballad tiếng Nhật: "Winter Wonderland".

### 2017–2020:Five, Jonghyun qua đời,The Story of Lightvà nghĩa vụ quân sự
Chiều 18/12/2017, cảnh sát Seoul cho biết nam ca sĩ Jonghyun, thành viên nhóm nhạc SHINee đã được phát hiện tại căn hộ cho thuê của anh ở Seoul lúc 18:10 giờ KST với tình trạng ngừng thở. Ngay sau đám tang của Jonghyun, SM Entertainment thông báo SHINee sẽ tiếp tục hoạt động mà không còn thành viên Jonghyun. Trong đám tang của Jonghyun đã có rất nhiều ca sĩ (kể cả từ nhiều công ty khác nhau), đến để chia buồn với nhà SM, các thành viên của  SHINee và gia đình Jonghyun.
Shinee dự kiến sẽ có một loạt các buổi hòa nhạc tại Nhật Bản vào tháng 2 năm 2018 và sau khi thảo luận về việc có nên hoãn lại hay không, họ đã quyết định tiếp tục quảng bá như một nhóm nhạc bốn thành viên và tiến hành tour diễn tại Nhật Bản như dự kiến.
Vào ngày 26 tháng 3 năm 2018,  SHINee đã phát hành đĩa đơn tiếng Nhật của họ, "From Now On", với sự góp mặt của Jonghyun, và ngay sau đó, nhóm đã phát hành bản phối tiếng Nhật đầu tiên của họ "SHINee The Best From Now On".
Vào ngày 15 tháng 5, SM Entertainment đã đăng những teaser cho album Hàn Quốc gồm ba phần, có tựa đề The Story of Light. Phần đầu tiên của album được phát hành vào ngày 28 tháng 5 với đĩa đơn "Good Evening" và phần thứ hai của bộ ba được phát hành vào ngày 11 tháng 6 với đĩa đơn "I Want You". Theo nhóm, phần thứ hai của album đại diện cho quan điểm của chính họ, trong khi phần đầu phản ánh những gì người khác nghĩ về họ. Phần thứ ba và phần cuối của album nằm trước đĩa đơn "Our Page" và được phát hành vào ngày 25 tháng 6 năm 2018, phiên bản tiếng Nhật của "Good Evening" và "I Want You" đã được phát hành đĩa đơn tiếng Nhật thứ 15 của SHINee "Sunny Side", cùng với ca khúc cùng tên, được viết bởi các thành viên trong nhóm. Vào ngày 10 tháng 9 năm 2018, Shinee đã phát hành bản đóng gói lại album thứ sáu của họ, The Story of Light-Epilogue, bao gồm tất cả các bài hát từ ba album trước đó và một bài hát mới, có tựa đề "Countless".
Vào ngày 11 tháng 2 năm 2019, Taemin đã có màn tái xuất K-pop với mini album thứ 2 mang tên “WANT”. Sự trở lại này đánh dấu hơn 4 năm kể từ mini album đầu tay “ACE” ra mắt hồi 2014. Sản phẩm lần này bao gồm 7 ca khúc, trong đó ca khúc chủ đề cùng tên được phát hành kèm theo MV đã nhanh chóng gặt hái được những thành tích ấn tượng, không chỉ tại quê nhà mà còn trên đấu trường quốc tế.
Onew đã nộp đơn và nhập ngũ cho nghĩa vụ quân sự bắt buộc của mình vào tháng 12 năm 2018. Nó đã được thông báo vào ngày 17 tháng 1 năm 2019, rằng cả Key và Minho sẽ nhập ngũ trước tháng 7 năm 2019. Key đã đăng ký dịch vụ cho ban nhạc quân đội, được xác nhận rằng anh ấy đã được chấp nhận vào ngày 24 tháng 1 năm 2019 và nhập ngũ vào ngày 4 tháng 3 năm 2019. Minho được xác nhận đã nộp đơn cho Thủy quân lục chiến vào ngày 18 tháng 3 năm 2019, với xác nhận đơn đăng ký vào ngày 21 tháng 3 năm 2019. Minho chính thức nhập ngũ vào ngày 15 tháng 4 năm 2019.
Cả 3 thành viên đều xuất ngũ vào năm 2020: Onew xuất ngũ ngày 8 tháng 7, Key xuất ngũ vào ngày 24 tháng 9, còn Minho là vào ngày 15 tháng 11.

### 2021-2022: Tái xuất vớiDon't Call MevàAtlantis,Taemin nhập ngũ và hoạt động solo
Vào ngày 6 tháng 1 năm 2021, SM Entertainment xác nhận nhóm sẽ trở lại sau 2 năm với album mới, trước đó Tae-min trình diễn tại concert trực tuyến SMTOWN Live Culture Humanity cùng 2 bài hát "Criminal" và "IDEA", sau đó 1 tháng công ty xác nhận nhóm có  show truyền hình thực tế riêng. Cụ thể, SM Entertainment thông báo sẽ hợp tác với đài truyền hình tvN (Hàn Quốc) để sản xuất và giới thiệu chương trình truyền hình thực tế có tên gọi “Shinee Inc.”, đánh dấu sự trở lại lần này của nhóm nhạc đình đám xứ kim chi sau 3 năm vắng bóng. Trong loạt chương trình mới, khán giả sẽ có cơ hội theo dõi những lịch trình hoạt động nghệ thuật cũng như cuộc sống của nhóm. Ngoài ra, một số thử thách cũng được đặt ra để từng thành viên Shinee thể hiện khả năng riêng của từng người. Tập đầu tiên sẽ được lên sóng vào ngày 24 tháng 2 và dự kiến mỗi tuần 1 tập.
Mới đây, trên trang cá nhân, nhóm đã đăng tải nhiều hình ảnh, video giới thiệu album vol.7 đánh dấu sự trở lại của nhóm vào ngày 22 tháng 2. Theo đó, album sẽ có tên gọi là “Don’t Call Me” mang phong cách thập niên 1980. Các thành viên trong nhóm diện những trang phục cổ điển khá ấn tượng. Bối cảnh trong trailer gây chú ý bởi hình ảnh mới lạ với ngoại cảnh như ngôi nhà, sân vườn đều mang yếu tố “thật ảo lẫn lộn”, gây hiệu ứng mơ hồ cho người xem, tạo hiệu nên một sức hút lớn. Ca khúc chủ đề "Don't Call Me" là một ca khúc dance gây nghiện dựa trên nền nhạc hip hop. Ca từ của bài hát thể hiện cảm xúc của một người bị tình yêu phản bội.
Sau một thời gian dài không hoạt động chung trên thị trường âm nhạc Hàn Quốc,  SHINee nhận được rất nhiều sự hưởng ứng từ người hâm mộ. Nhiều bình luận cho rằng, đây sẽ là sự trở lại hứa hẹn “gây bão tố” của nhóm kể từ sau thành công khi phát hành album “The Story of Light” vào năm 2018. Nhóm tổ chức nhạc hội trực tuyến lần đầu tiên "Beyond LIVE - Shinee: Shinee World" vào ngày 4/4 trên ứng dụng VLive.
Shinee công bố kế hoạch trở lại  với album tái bản “Atlantis”. Album sẽ được giới thiệu vào ngày 12/4 bằng hình thức phát hành kỹ thuật số. Theo tiết lộ từ SM Entertainment, album của  SHINee sẽ có khoảng 12 ca khúc. Ngoài những ca khúc phiên bản làm mới từ các album trước, “Atlantis” sẽ có thêm 3 tác phẩm mới, bao gồm ca khúc chủ đề “Atlantis”, “Area” và “Days and Years”. Taemin nhập ngũ vào ngày 31 tháng 5. Trước khi tạm dừng 2 năm để hoàn thành nghĩa vụ với tổ quốc, Taemin phát hành album solo "Advice" vào giữa tháng 5.
Vào ngày 24 tháng 5, nhóm phát hành phát hành đĩa đơn kỹ thuật số tiếng Nhật mới "Superstar", sau đó vào ngày 28/6 nhóm phát hành mini album tiếng Nhật cùng tên, mini album có tổng cộng 5 ca khúc, gồm 3 bài hát tiếng Nhật mới là “SUPERSTAR”, “Closer” và “SEASONS”, cùng phiên bản tiếng Nhật của ca khúc chủ đề “Don’t Call Me” của album chính thức thứ 7, và ca khúc chủ đề “Atlantis” trong phiên bản tái bản của album thứ 7.

### 2023: Kỉ niệm 15 năm ra mắt, HARD
Ngày 4 tháng 4 năm 2023, Taemin xuất ngũ. Vào ngày 27–28 tháng 5 năm 2023, Shinee đã tổ chức một buổi họp mặt người hâm mộ mang tên Piece of Shine để kỷ niệm 15 năm thành lập tại Jamsil Arena. Fan meeting cháy vé là sự kiện offline đầu tiên của nhóm với tư cách là một nhóm đầy đủ kể từ năm 2018. Ngày thứ 2 của fan meeting được phát trực tiếp trên toàn cầu thông qua Beyond Live và được theo dõi đồng thời ở 102 khu vực khác nhau. Tại sự kiện này, họ đã tiết lộ một bài hát mới chưa phát hành có tên "The Feeling". Shinee đã tổ chức một buổi hòa nhạc, Shinee World VI: Perfect Illumination, tại Olympic Gymnastics Arena ở Seoul vào ngày 23–25 tháng 6. Họ phát hành album phòng thu thứ 8 Hard, vào ngày 26 tháng 6, cùng với đĩa đơn chủ đạo cùng tên. Họ sẽ tiếp tục lưu diễn ở Nhật Bản từ tháng 9. Shinee sẽ phát hành một bộ phim tài liệu có tựa đề My Shinee World trong cùng tháng. Bộ phim kỷ niệm 15 năm thành lập của họ sẽ bao gồm những thước phim chưa từng được công chiếu trong suốt sự nghiệp của họ.

## Thành viên
- Chú thích: In đậm là nhóm trưởng.

| Nghệ danh   | Nghệ danh | Nghệ danh | Nghệ danh    | Tên khai sinh | Tên khai sinh | Tên khai sinh | Tên khai sinh      | Tên khai sinh   | Ngày sinh                                     | Nơi sinh                        | Quốc tịch |
| Latinh      | Hangul    | Hanja     | Kana         | Latinh        | Hangul        | Hanja         | Kana               | Hán-Việt        | Ngày sinh                                     | Nơi sinh                        | Quốc tịch |
| ----------- | --------- | --------- | ------------ | ------------- | ------------- | ------------- | ------------------ | --------------- | --------------------------------------------- | ------------------------------- | --------- |
| Onew        | 온유      | 温流      | オンユ       | Lee Jin-ki    | 이진기        | 李珍基        | イ・ジンギ         | Lý Trân Cơ      | 14 tháng 12, 1989                             | Gwangmyeong, Gyeonggi, Hàn Quốc | Hàn Quốc  |
| Key         | 키        | 键        | キー         | Kim Ki-bum    | 김기범        | 金起範        | キム・キボム       | Kim Khởi Phạm   | 23 tháng 9, 1991                              | Daegu, Hàn Quốc                 | Hàn Quốc  |
| Minho       | 민호      | 珉豪      | ミンホ       | Choi Min-ho   | 최민호        | 崔珉豪        | チェ・ミンホ       | Thôi Dân Hào    | 9 tháng 12, 1991                              | Incheon, Hàn Quốc               | Hàn Quốc  |
| Taemin      | 태민      | 泰民      | テミン       | Lee Tae-min   | 이태민        | 李泰民        | イ・テミン         | Lý Thái Miên    | 18 tháng 7, 1993                              | Seoul, Hàn Quốc                 | Hàn Quốc  |
| Jonghyun(†) | 종현      | 鍾鉉      | ジョンヒョン | Kim Jong-hyun | 김종현        | 金鐘鉉        | キム・ジョンヒョン | Kim Chung Huyền | 8 tháng 4, 1990 - 18 tháng 12, 2017 (27 tuổi) | Seoul, Hàn Quốc                 | Hàn Quốc  |

## Hình ảnh và nghệ thuật
SHINee nổi tiếng với phong cách thời trang của họ, được tạo ra bởi nhà thiết kế Ha Sang Baek (하상백), với đặc trưng làm nổi bật đỉnh cao của giày thể thao, quần jeans bó và áo len đầy màu sắc. Phong cách của họ đã tạo ra một xu hướng thời trang giữa các học sinh ở Hàn Quốc mà các nhà truyền thông đã đặt tên là "Shinee Trend". Điều này đã tạo cơ hội để họ có thể làm đại diện quảng cáo sản phẩm cho công ty mỹ phẩm Hàn Quốc Nana B và Reebok, đồng thời quảng bá nhóm nhạc cùng một lúc.
Shinee là nhóm nhạc tài năng và nổi trội vì mỗi thành viên trong nhóm đều rất giỏi ở một lĩnh vực nào đó: Taemin rất giỏi vũ đạo, Minho là một vận động viên xuất sắc, Key rất sành về thời trang, Jonghyun có khả năng sáng tác tốt cùng tư duy âm nhạc vượt trội còn Onew sở hữu chất giọng rất đặc biệt và là nghệ sĩ có nốt ngân dài hơn 40 giây của nền âm nhạc K-pop.
Bên cạnh đó việc hài hòa và cân bằng về ngoại hình cũng là một điểm đáng lưu ý của nhóm.

## Danh sách đĩa nhạc
| Album tiếng Hàn - The Shinee World (2008) - Lucifer (2010) - Dream Girl – The Misconceptions of You (2013) - Why So Serious? – The Misconceptions of Me (2013) - Odd (2015) - 1 of 1 (2016) - The Story of Light (2018) - Don't Call Me (2021) - HARD (2023) | Album tiếng Nhật - The First (2011) - Boys Meet U (2013) - I'm Your Boy (2014) - D×D×D (2016) - Five (2017) |

## Chuyến lưu diễn
| Chuyến lưu diễn châu Á - SHINee WORLD (2010–2011) - SHINee WORLD II (2012) - SHINee WORLD IV (2015) Chuyến lưu diễn thế giới - SHINee WORLD III (2014) - SHINee WORLD V (2016–2017) Chuyến lưu diễn Nhật Bản - SHINee WORLD 2012 (2012) - SHINee WORLD 2013 (2013) - SHINee WORLD 2014 ~I'm Your Boy~ (2014) - SHINee WORLD 2016 ~DxDxD~ (2016) - SHINee WORLD 2017 ~FIVE~ (2017) - SHINee WORLD THE BEST 2018 ~FROM NOW ON~ (2018) Sự kiện đặc biệt - SHINee WORLD J presents 2018 ~SHINee SPECIAL FAN EVENT~ (2018) - SHINee Special Party "The Shining" (2018) | - SMTown Live '08 (2008–2009) - SMTown Live '10 World Tour (2010–2011) - SMTown Live World Tour III (2012–2013) - SMTown Week – "The Wizard" (2013) - SMTown Live World Tour IV (2014–2015) - KCON: Paris, France and Los Angeles, United States (2016) - SM Town Live World Tour V in Japan (2016) - SM Town Live World Tour VI in Korea and Japan (2017) - TVXQ! Asia Tour "Mirotic" (2009) - Girls' Generation Asia Tour "Into the New World" (2009–2010) |

## Danh sách phim

### Phim điện ảnh
| Năm  | Tên               | Ghi chú       | Chú thích |
| ---- | ----------------- | ------------- | --------- |
| 2012 | I AM.             | Phim tài liệu | [ 46 ]    |
| 2015 | SMTown: The Stage | Phim tài liệu | [ 47 ]    |

### Phim truyền hình
| Năm  | Tên                            | Kênh    | Ghi chú            | Chú thích |
| ---- | ------------------------------ | ------- | ------------------ | --------- |
| 2008 | My Precious You                | KBS2    | Khách mời          | [ 48 ]    |
| 2012 | ENT                            | Webtoon | Nhân vật hoạt hình | [ 49 ]    |
| 2013 | You're the Best, Lee Soon-shin | KBS2    | Khách mời          | [ 50 ]    |

### Chương trình truyền hình
| Năm  | Tên                    | Kênh | Chú thích     |
| ---- | ---------------------- | ---- | ------------- |
| 2008 | Shinee's Yunhanam      | Mnet | [ 51 ]        |
| 2010 | Shinee's Hello Baby    | KBS  | [ 52 ] [ 53 ] |
| 2012 | World Date with Shinee | KBS  |               |
| 2013 | Shinee's One Fine Day  | MBC  | [ 54 ]        |
| 2018 | Shinee's Back          | M2   | [ 55 ]        |
| 2021 | Shinee Inc             | TvN  | [ 25 ]        |

## Chương trình âm nhạc

#### The Show
| Năm  | Ngày        | Bài hát        |
| ---- | ----------- | -------------- |
| 2012 | 27 tháng 3  | "Sherlock"     |
| 2012 | 3 tháng 4   | "Sherlock"     |
| 2015 | 9 tháng 6   | "View"         |
| 2016 | 11 tháng 10 | "1 of 1"       |
| 2018 | 5 tháng 6   | "Good Evening" |

#### Show Champion
| Năm  | Ngày        | Bài hát                |
| ---- | ----------- | ---------------------- |
| 2013 | 27 tháng 2  | "Dream Girl"           |
| 2013 | 6 tháng 3   | "Dream Girl"           |
| 2013 | 13 tháng 3  | "Dream Girl"           |
| 2013 | 20 tháng 3  | "Dream Girl"           |
| 2013 | 23 tháng 10 | "Everybody"            |
| 2013 | 30 tháng 10 | "Everybody"            |
| 2015 | 27 tháng 5  | "View"                 |
| 2015 | 12 tháng 8  | "Married To The Music" |
| 2021 | 3 tháng 3   | "Don't Call Me"        |
| 2021 | 10 tháng 3  | "Don't Call Me"        |
| 2023 | 5 tháng 7   | "Hard"                 |
| 2023 | 12 tháng 7  | "Hard"                 |

#### M Countdown
| Năm  | Ngày        | Bài hát            |
| ---- | ----------- | ------------------ |
| 2008 | 21 tháng 8  | "Love Like Oxygen" |
| 2009 | 5 tháng 11  | "Ring Ding Dong"   |
| 2012 | 29 tháng 3  | "Sherlock"         |
| 2013 | 28 tháng 2  | "Dream Girl"       |
| 2013 | 7 tháng 3   | "Dream Girl"       |
| 2013 | 14 tháng 3  | "Dream Girl"       |
| 2015 | 28 tháng 5  | "View"             |
| 2015 | 4 tháng 6   | "View"             |
| 2016 | 13 tháng 10 | "1 of 1"           |
| 2018 | 21 tháng 6  | "I Want You"       |
| 2021 | 4 tháng 3   | "Don't Call Me"    |
| 2021 | 11 tháng 3  | "Don't Call Me"    |

#### Music Bank
| Năm  | Ngày        | Bài hát               |
| ---- | ----------- | --------------------- |
| 2009 | 5 tháng 6   | "Juliette"            |
| 2009 | 19 tháng 6  | "Juliette"            |
| 2009 | 30 tháng 10 | "Ring Ding Dong"      |
| 2009 | 6 tháng 11  | "Ring Ding Dong"      |
| 2010 | 30 tháng 7  | "Lucifer"             |
| 2010 | 6 tháng 8   | "Lucifer"             |
| 2010 | 15 tháng 10 | "Hello"               |
| 2012 | 6 tháng 4   | "Sherlock"            |
| 2012 | 13 tháng 4  | "Sherlock"            |
| 2013 | 15 tháng 3  | "Dream Girl"          |
| 2013 | 25 tháng 10 | "Everybody"           |
| 2015 | 29 tháng 5  | "View"                |
| 2015 | 5 tháng 6   | "View"                |
| 2015 | 14 tháng 8  | "Married To The Music |
| 2016 | 14 tháng 10 | "1 of 1"              |
| 2023 | 7 tháng 7   | "Hard"                |

#### Show! Music Core
| Năm  | Ngày        | Bài hát         |
| ---- | ----------- | --------------- |
| 2013 | 26 tháng 10 | "Everybody"     |
| 2015 | 6 tháng 6   | "View"          |
| 2021 | 6 tháng 3   | "Don't Call Me" |
| 2023 | 8 tháng 7   | "Hard"          |

#### Inkigayo
| Năm  | Ngày        | Bài hát            |
| ---- | ----------- | ------------------ |
| 2008 | 17 tháng 8  | "Love Like Oxygen" |
| 2009 | 28 tháng 6  | "Juliette"         |
| 2009 | 5 tháng 7   | "Juliette"         |
| 2009 | 1 tháng 11  | "Ring Ding Dong"   |
| 2009 | 8 tháng 11  | "Ring Ding Dong"   |
| 2009 | 15 tháng 11 | "Ring Ding Dong"   |
| 2010 | 8 tháng 8   | "Lucifer"          |
| 2010 | 15 tháng 8  | "Lucifer"          |
| 2010 | 17 tháng 10 | "Hello"            |
| 2012 | 1 tháng 4   | "Sherlock"         |
| 2012 | 8 tháng 4   | "Sherlock"         |
| 2012 | 15 tháng 4  | "Sherlock"         |
| 2013 | 17 tháng 3  | "Dream Girl"       |
| 2013 | 27 tháng 10 | "Everybody"        |
| 2015 | 8 tháng 3   | "Dream Girl"       |
| 2015 | 31 tháng 5  | "View"             |
| 2015 | 7 tháng 6   | "View"             |
| 2016 | 16 tháng 10 | "1 of 1"           |
| 2021 | 7 tháng 3   | "Don't Call Me"    |
| 2023 | 9 tháng 7   | "Hard"             |